# Les set d'Edimburg

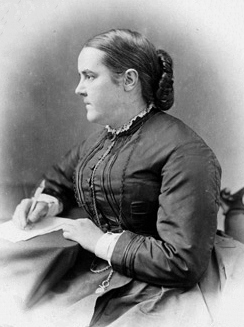
Sophia Jex-Blake, líder de les set d'Edimburg

Les set Edimburg va ser el primer grup de dones estudiants matriculades a qualsevol de les universitats britàniques. Van començar a estudiar medicina a la Universitat d'Edimburg el 1869 i tot i que no van tenir èxit en la seva lluita per graduar-se i qualificar-se com a doctores, la campanya va aconseguir captar l'atenció nacional i van guanyar molts seguidors, incloent-hi Charles Darwin. La seva campanya posava els drets de dones per a una educació universitària en l'agenda política nacional, la qual cosa el 1877 va donar lloc als canvis legislatius pertinents per tal d'assegurar que les dones poguessin estudiar a la universitat.
El grup és també conegut per Septem contra Edinam ("Les set contra Edimburg") i tot i que cap al quart any de la campanya algunes de les set components van deixar el grup original, i d'altres s'hi van afegir, Les set d'Edimburg es considera integrat per:
- Sophia Jex-Blake
- Isabel Thorne
- Edith Pechey
- Matilda Chaplin
- Helen Evans
- Mary Anderson
- Emily Bovell

Aquestes eren les set dones que hi havia a la llista de la petició presentada a la Infermeria Reial el 15 de novembre de 1870 demanant l'admissio per la docència clínica. Aquestes dones estaven totes registrades al Registre d'Estudiants de Medicina del GMC entre 1869 i 1870 que les acreditava com estudiants de medicina bona fide i requerien instrucció clínica a la infermeria per tal de complir amb els requisits d'un grau de medicina.

## L'inici de la campanya d'Edimburg
Sophia Jex-Blake va aplicar per estudiar medicina al març de 1869 i tot i que la Facultat de Medicina i el Senatus Academus va votar a favor de permetre-li estudiar medicina, el Tribunal Universitari va refusar la seva sol·licitud argumentant que la universitat no podia fer els arranjaments necessaris "en l'interès d'una senyora".
Jex-Blake llavors es va anunciar al The Scotsman i altres diaris nacionals per tal d'aconseguir que més dones s'afegissin a la seva petició. Les primeres dues dones que li van escriure van ser Isabel Thorne i Edith Pechey.
L'estiu de 1869 es va presentar una segona sol·licitud en nom d'un grup inicial de cinc dones (més tard aquell mateix any s'hi van afegir dues dones més i així es va crear el grup de Les set d'Edinburg). Van demanar la matrícula i tot el que això implicava: el dret d'assistir a totes les classes i els exàmens necessaris per obtenir un grau en medicina.
Aquesta sol·licitud va ser aprovada pel Tribunal Universitari. Les dones es van instal·lar al 15 de Buccleuch Place, on ara hi ha la seu de l'Student Experience Office de la Universitat d'Edimburg, i es van començar a preparar per a l'examen d'ingrés.

### L'examen d'ingrés de 1869
L'examen tenia dues parts. Anglès, llatí i matemàtiques eren asignatures obligatòries; a més a més, cada candidat havia de triar dues assignatures d'un grup que va incloia grec, francès, alemany, matemàtiques d'alt nivell, filosofia natural, lògica i filosofia moral. Sophia Jex-Blake va actuar com a tutora de matemàtiques per a les altres dones. Dels 152 candidats que van seure l'examen en el 19 octubre 1869, cinc eren dones. Quatre de les dones van estar entre els set primers llocs.

### Les primeres dones universitaries a Gran Bretanya
El 2 de novembre de 1869 les dones van signar la seva matricula, d'aquesta manera la Universitat d'Edimburg esdevenia la primera universitat britànica en obrir les portes a dones.
Un dels documents historics en la campanya és el Calendari Universitari d'Edimburg de 1870. Va contenir una secció nova, que va aparèixer amb la capçalera: Controls per l'Educació de Dones a Medicina a la Universitat, on es declarava que les dones rebrien tota la seva formació en classes separades de les dels homes i que pagarien taxes més elevades perquè les seves classes seríen menys nombroses. En altres aspectes les dones seríen tractades exactament com ho eren els homes, subjectes a tots els controls en vigor, ara o en qualsevol temps futur, a la Universitat pel que fa a la matrícula d'estudiants, la seva assistència a les classes, exàmens o el que fos.'

### La beca Hope
Al març de 1870, les dones van fer els primers exàmens de fisiologia i química. No només totes elles van passar, sinó que a més quatre d'elles va obtenir matrícula d'honor en ambdós temes. Edith Pechey, va guanyar la primera plaça entre els candidats que van fer l'examen per primer cop i així va tenir opció a fer la primera sol·licitud d'una Beca Hope.
Aquesta beca havia estat institutïda 40 anys abans pel Professor de Química, Professor Hope, i s'atorgava als quatre estudiants que, fent l'examen per primer cop, obtenien les millors qualificacions. El Dr Crum-Brown, en aquell moment Professor de Química, al principi havia estat complagut d'ajudar a les estudiants, però havia observat un ressentiment creixent cap a elles per part dels col·legues de la Facultat Mèdica, en particular de l'influent Robert Christison, qui era de l'opinió que atorgar la beca a una dona seria vist com una provocació cap als estudiants masculins i per això va decidir atorgar les beques als estudiants tot i que havien assolit qualificacions més baixes que les dones.

## L'hostilitat cap a les dones creix
El Professor Robert Christison va ser un dels vehements adversaris de les dones. A l'abril 1870 es va produir un debat al si del Tribunal Universitari per decidir si es permetia a les dones l'accés a les classes mixtes (i així ser plenament igual als estudiants mascles, reduint les taxes significativament més elevades que pagaven i fent-les elegibles també per guanyar premis). Durant aquest debat el Prof. Robert Christison i el Prof. Laycock van expressar punts de vista que van captar l'atenció de la premsa nacional la qual cosa va donar lloc a un decreixement del suport cap a les dones. The Times van comentar,
Laycock va suggerir que les dones que busquen les carreres mèdiques podrien ser una mena de "Magdalenes", va qüestionar la validesa de la creença que pacients dones volguessin metgesses i va concloure: "Que esdevinguin llevadores, no doctors!"
A causa de la influència de Christison molt personal de facultat que inicialment havia estat donant suport a les dones es va fer enrere i van deixar de fer-los classe el que quedava de 1870. Un nombre creixent d'estudiants nois van començar a ser ofensius i insolents, tancant portes a la cara de les dones, ocupant els seients on elles seien normalment, irrompent amb "riures de cavall i udols" quan les dones s'apropaven.
Sophia més tard va escriure que va ser "com si s'hagués muntat una conspiració per fer la nostra posició tan incòmoda com es pogués". Ella va detallar l'abús: li van arrencar el timbre i li van fer malbé la seva placa d'identificació cinc vegades; li van posar una roda de focs artificials a la seva porta, li van enviar cartes d'immundícia; va ser assaltada en carrers tranquils; se'ls cridaven obscenitats en públic.
Edith Pechey, en una carta a The Scotsman, també va explicar que la van seguir pel carrer cridant-li epítets desagradables com "puta".
Amics i seguidors van creure que alguns dels professors van incitar intencionadament als estudiants per comportar-se d'aquesta manera. Les dones van començar a prendre precaucions, i només feien passejades al voltant campus i en grup però cap d'elles estava preparada pels esdeveniments que van tenir lloc el divendres 18 novembre de 1870.

### L'aldarull de Sala dels Cirurgians
A les quatre en punt de la tarda del divendres 18 novembre 1870 les dones s'havien de seure a la sala de cirurgia. Mentre s'anaven apropant van veure que el carrer Nicholson estava bloqueijat per una multitud de centenars de persones. Quan van veure que les dones s'apropaven una gran part de la multitud reunida els va començar a llençar escombraries i fang al mateix temps que les cridava amb insults. Elles van fer el seu camí com van poder cap a l'entrada principal de la sala de cirurgia però es van trobar amb les portes tancades a la cara. Rebutjant fugir cap a una entrada lateral, l'hostilitat de la multitud va anar creixent fins que un estudiant compassiu va anar al seu rescat i va obrir les portes frontals per elles. L'aldarull de Sala dels Cirurgians, tal com es coneix ara, va ser un punt clau en la història de la campanya de les dones metges i va atreure molta publicitat de tot arreu, tot plegat va fer guanyar molts simpatitzants.

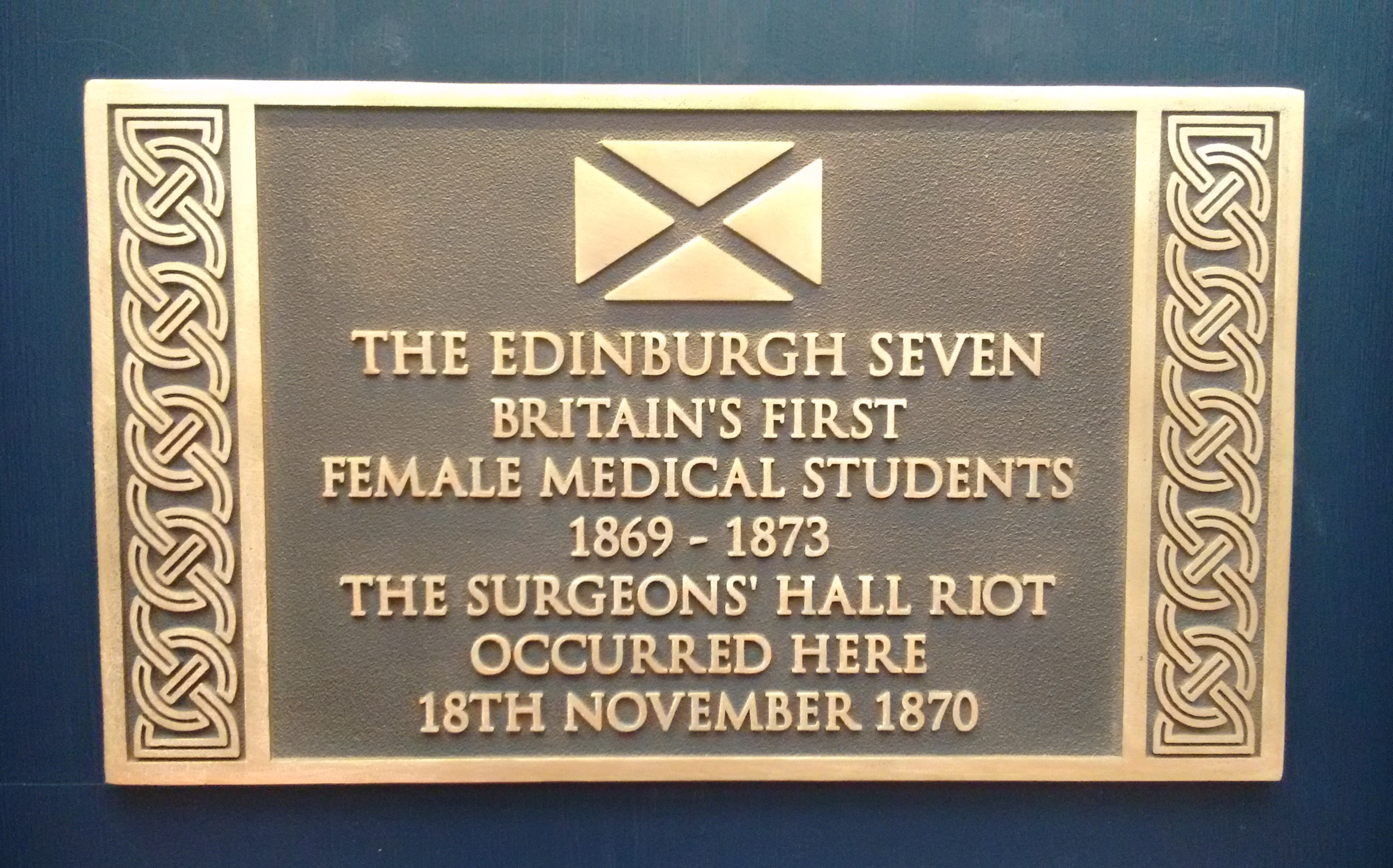
Placa commemorativa de les Set d'Edimburg i de l'aldarull de Sala dels Cirurgians (2015)

També va provocar el suport d'alguns estudiants mascles, que havien quedat impressionats per la forma en què les dones van ser tractades aquell dia. Els estudiants que els donaven suport van començar a actuar com guardaespatlles de les dones, escortant-les fins al 15 de Buccleuch Place al final de l'examen d'aquell dia. Durant moltes setmanes després recollien a les dones de casa seva i les escortaven fins a les classes.
Més tard es va multar tres estudiants amb 1 £ cadascú per la "ruptura de la pau". Jex-Blake va dir que els nois havien estat animats per un professor ajudant, però va perdre quan va ser demandada difamació.
Altres dones havien assistit a les classes, alguns doctors els van impartir docència amb molt de gust, i els seguidors van formar un Comitè General per Assegurar una Educació Mèdica Completa per Dones al que s'hi van afiliar més de 300, incloent-hi Charles Darwin. Tot i així al final es va perdre la batalla per la graduació. L'any 1873 el Court of Session va donar suport al dret de la Universitat de rebutjar l'admissió de les dones en els estudis de grau. Aquesta derrota i els altres entrebancs van motivar a la majoria d'elles a continuar, no només per raons personals, sinó també com a part d'un objectiu més ampli.

## Després de 1873
Sophia Jex-Blake de seguida es va traslladar a Londres per fer campanya. Va ser molt activa en l'establiment de l'Escola de Medicina per Dones de Londres, que va obrir a la tardor de 1874. Dotze de les seves catorze estudiants havien estudiat prèviament a Edimburg. Sis de les "set" originals van assistir a l'Escola. Isabel Thorne va esdevenir la secretària honorària de l'Escola, i va deixar el seu projecte d'esdevenir doctora practicant.
Cap al final dels 1870 cinc de les "set" originals – Bovell, Chaplin, Jex-Blake, Marshall i Pechey – van obtenir Master Degrees (MDs) a l'estranger a Berna o a París. La Universitat irlandesa de Medicina (llavors anomenada Kings and Queens College of Physicians) va ser la primera que va començar a concedir llicències de pràctica mèdica a dones: una oportunitat per quatre de les dones recentment qualificades.
El 1878 Jex-Blake va retornar a Edimburg i es va instal·lar a Manor Place a la Ciutat Nova com a primera doctora dona de la ciutat. També va instituir una clínica per a pacients pobres que va ser l'antecedent del Bruntsfield Hospital. Una vegada que Escòcia va començar a donar licències de per exercir com a doctors a les dones, Jex-Blake va ajudar a la fundació de l'Escola de Medicina per Dones d'Edimburg, i la pràctica clínica tenia lloc al Leith Hospital. Edith Pechey va exercir com a doctora a Leeds abans d'esdevenir metge senior oficial al nou Grant Government medical College, l'hospital de les dones i els nens de Bombay (ara Mumbai). Bovell I Marshall va treballar al Nou Hospital per Dones de Londres.
La Universitat d'Edimburg i les altres universitats escoceses finalment van admetre dones el 1892 després que l'Acta de les Universitats (Escòcia) de 1889 va establir el marc legal adient.

## Reaccions
A la "Revista Universitària d'Edimburg" (febrer 1871) a l'article 'Educació per dones a la Medicina' es van tractar els pros i contres d'admetre dones per estudiar la medicina així com consideracions monetàries respecte de la remuneració dels professors i la manca de llits en la Infermeria d'Edimburg a l'hora de ser compartida amb els estudiants mascles. I concloïa: "Deixeu-nos, tanmateix, declarar aquí, simplement en defensa pròpia, la nostra creença ferma que és un signe no d'evolució sinó de decadència de la civilització el que les dones es forcin a elles mateixes a competir amb l'altre sexe."

## Tributs
El 2015 les Set d'Edimburg Set van ser homenatgades amb una placa a Universitat d'Edimburg, formant part del Historic Scotland Commemorative Plaques Scheme.